# Feistelberg
Feistelberg ist ein amtlich benannter Ortsteil des Marktes Wernberg-Köblitz im bayerischen Landkreis Schwandorf.

## Geographie
Das Dorf Feistelberg liegt auf 494 m Höhe am Fuße des Wildbretsteins (508 m) und ist nur über die Staatsstraße 2657, von der ab Oberköblitz die Feistelberger Straße abzweigt, zu erreichen. Feistelberg ist von Oberköblitz etwa 2 km entfernt. Aktuell befinden sich in Feistelberg elf Anwesen, darunter sieben, die eine landwirtschaftliche Bauweise aufweisen. Fünf Anwesen werden noch als landwirtschaftlicher Betrieb geführt.

## Etymologie
Namensbestimmend ist der Berg und wohl die steile, „feiste“ Anfahrt. Grundsätzlich, wenn auch weniger wahrscheinlich wäre jedoch auch ein Tiername (Fuchs) denkbar. Beispiele für Letzteres wären die Ortsbezeichnungen aus 1454 „Fustelberg“, 1481 „Fuchstelberg“ und 1530 „Fuchstelberg“.

## Geschichte
Oberköblitz, ein heutiger Ortsteil Wernberg-Köblitzes, der Feistelberg vorgelagert ist, liegt an einer seit der späten Römerzeit bekannten Altstraße. Einer dieser sagenumwobenen Trassen war die Bernsteinstraße – später in Teilabschnitten als „Magdeburger Straße“ bezeichnet – führte von Regensburg über das Fichtelgebirge zur Ostsee. Die frühe Route dürfte im Raum Köblitz – vermutlich je nach Witterung – zwischen der heutigen St. Emmeramskirche und dem alten Pfarrhof hindurch, den tief hohlgefahrenen Weg hinauf bis nach Feistelberg. Von dort ging es dann wieder ins Tal hinunter zum Silberbach und von dort aus zum Altstraßenknotenpunkt Luhe. Diese Trasse hatte durch das ganze Mittelalter hindurch Bestand.
Mit dem Erwerb eines Gutes zum „Fässelberg“ durch den Wernberger Burgherrn und Ritter Heinrich Nothaft wurde Feistelberg Teil der Kernbesitzungen um die Burg Wernberg. Feistelberg wurde damit erstmals urkundlich erwähnt. Erworben wurde das Gut zusammen mit einem Gut in Oberköblitz am 23. Juni 1406 von Christian Barzemstorffer (Watzmanstorffer) zu Leuprechting (Leoprechting südlich von Regensburg).
In diesem Zusammenhang wird die Urkunde vom 14. September 1318 interessant, wo Bischof Nikolaus von Regensburg an einen Regensburger Bürger Zehente aus den Pfarreien Köblitz und Luhe verliehen hatte. Der Hinweis auf Neubruchzehente legt nahe, dass in der Gegend Neuland erschlossen wurde. Dieser Gütererwerb Heinrich Nothafts stand in unmittelbarem Zusammenhang mit dem Herrschaftsaufbau in Wernberg. Es ist davon auszugehen, dass es unter Heinrich Nothaft entweder sehr schnell zu einem Ausbau kam, oder damals bereits mehrere Güter in Feistelberg bestanden, zu denen die Nothaft noch eines hinzuerworben hatten, um den ganzen Ort zu besitzen. Die Herrschaft Wernberg wurde vollständig durch die Hochgerichtsverleihung von der Kurpfalz zwei Monate später am 23. August 1406. Dort wird Feistelberg ausdrücklich als der Herrschaft Wernberg zugehörig genannt.
Beim Übergang der Herrschaft Wernberg von der Familie Wispeck an die Landgrafen von Leuchtenberg wurden im Jahr 1530 für Feistelberg im Salbuch der Herrschaft Wernberg 7 Höfe und ein Lehen ausgewiesen. In der statistischen Beschreibung des Pflegamts Wernberg kurz vor 1800 hatte Feistelberg 11 Anwesen einschließlich einem Hirtenhaus und gehörte zur Pfarrei Oberköblitz.
1852 errichtete der Feistelberger Johann Meindl nach überstandener schwerer Krankheit eine Votivkapelle an exponierter Stelle. Der Ort hatte damals 67 Einwohner.

## Gemeindeentwicklung
Feistelberg gehörte 1828 zu der Landgemeinde Oberköblitz. Dieser waren ebenso folgende Ortschaften zugehörig: Diebrunn, Kettnitzmühle, Oberköblitz, Unterköblitz, Wernberg Bahnhof (der Ortsname war noch nicht amtlich verliehen).
Der Ort Feistelberg hatte 1828 elf Wohngebäude mit elf Familien und 67 Einwohnern. 1964 waren es acht Wohngebäude mit 45 Einwohnern. Am 1. Januar 1974 wurden die Gemeinde Oberköblitz, zu der Feistelberg gehörte, und der Markt Wernberg zur Gemeinde Wernberg-Köblitz zusammengelegt. Die Aufhebung des Ortsnamens Wernberg erfolgte am 1. Januar 1977.